# Trioza cocquempoti
Trioza cocquempoti är en insektsart som beskrevs av Burckhardt och Lauterer 2006. Trioza cocquempoti ingår i släktet Trioza och familjen spetsbladloppor. Inga underarter finns listade i Catalogue of Life.